# Iva Nuić
Iva Nuić (Drinovci, 10. lipnja 1948.) je hrvatska i bosanskohercegovačka pjesnikinja.

## Životopis
Četiri razreda pučke škole završila u Drinovcima, a sljedeća četiri u Sovićima. Učiteljsku školu, a potom VPŠ (smjer razredne nastave) završila u Mostaru.

## Djela
- Dite na kamenu (pjesme, 1995.)
- Tijelo i vrijeme (pjesme, 1997.)
- Kristalna šestica (aforizmi, 1998.)

## Vanjske poveznice
- Patnja